# توماس اولیاس
توماس اولیاس (انگلیسی: Tomás Olías؛ زادهٔ ۴ فوریهٔ ۱۹۶۹) بازیکن فوتبال اهل اسپانیا است.
از باشگاه‌هایی که در آن بازی کرده‌است می‌توان به باشگاه فوتبال رئال بتیس، باشگاه فوتبال لوانته، و باشگاه فوتبال لاس پالماس اشاره کرد.